# Білокопитове
Білоко́питове — село в Україні, у Шосткинському районі Сумської області. Розташоване за 12 км від міста Глухова та за 4 км від автодороги Глухів — Курськ E38. Населення станом на 2001 рік становило 311 осіб. З 2020 року належить до Глухівської територіальної громади.

## Географія
Село Білокопитове розташоване на правому березі річки Клевень, вище за течією на відстані 2 км розташоване село Студенок, нижче за течією на відстані 2 км розташоване село Заруцьке, на протилежному березі — село Катеринівка.
Біля села багато іригаційних каналів.
Поруч пролягає автомобільний шлях E38 Т 2502. Село межує з Росією.

## Історія

### Володіння Заруцьких
Наприкінці 1667 року ці землі за універсалом лівобережного гетьмана Івана Брюховецького землі на південний схід від міста Глухова одержав бунчуковий товариш Новгород-сіверський Олексій Заруцький старовинною Рильською дорогою на правому березі річки Клевені, що протікала по кордону з Курською губернією.
Інше джерело вказує, що за указом та жалуваною грамотою московського князя Олексія Михайловича було дано «за довгу його службу» Олексію Заруцькому, дружині його та дітям безповоротно ці землі. Пізніше, за царювання московських князів Іоанна та Петра Олексійовичів, 9 травня 1683 року була ними дана ще одна грамота Олексію Заруцькому на ці землі. Ці володіння охоплювали майже 1300 десятин землі з сільцем Білокопитовим, що розташовувалися на них, і слобідками Старою Наумовкою і Білокопитівкою. У слобідці Білокопитівці на річці Клевені на місці броду, яким проходила стара Рильська дорога, Олексієм Заруцьким була побудована гребля і млин при ній. З усіх людей, що проїжджали по греблі, бралося Заруцьким «від воза по дві гроші». Заруцький же володів берегами з обох боків річки Клевені і мав одноосібне право вздовж річки Клевені сіно косити та рибу ловити. Йому ж за річкою Клевень у Крупецькій волості Курської губернії в дров'яних угіддях дозволялося лежаче дерево на дрова брати, щоб «йому і дітям його було з чого на Государевій службі служити».
13 листопада 1708 року син Олексія Заруцького Афанасій за промову у Глухові, який засуджував «изменические дела» Івана Мазепи у присутності царя Петра І і новообраного гетьмана Івана Скоропадського отримав нагороду від царя: царську жаловану підтвердну грамоту на ці землі, а також угіддя, що належали його батькові в Глухівському та Новгород-Сіверському повітах. У слобідці Білокопитівці Заруцькі збудували собі будинок, і місце це стало називатися хутір Заруцький, а село, що виникло поруч, стало іменуватися Клевень, абсолютно витіснивши з вживання колишню назву.
Після смерті Афанасія Заруцького всі його володіння були поділені між синами Олексієм, Андрієм та Іваном Заруцькими, двом останнім дісталися землі у Глухівському повіті. Іван успадкував слобідку Стару Наумовку, а Андрій отримав сільце Білокопитове і село Клевень з хутірцем батька.
Після цього почалася низка позовів за цю спадщину. Вдова Афанасія Заруцького була незадоволена марнотратством свого сина Андрія та його дружини, тому, наблизивши до себе свого племінника, тодішнього ділка, Петра Васильовича Валькевича, і розділивши з сином володіння, свою частину, у тому числі й село Клевень, заповідала Валькевичу.
Після смерті Андрія Афанасовича Заруцького його вдова, дізнавшись про цей заповіт, скаржилася 1734 року князю Шаховському: «Свекруха моя, будучи хвора, ствердила духовну свою племіннику Петру Валькевичу, за деяким своїм недобробутством на мене і на дітей моїх, с. Ковпинку, х. Клевень з сільцем Білокопитовим, які маєтності з суду військового віддані мені та дітям моїм декретом; а цю духовну сам Валькевич, надиктувавши в домі своєму, прислав писарем своїм до свекрухи моєї хворої… яку духовну послала вона свекруха до Стародубського магістрату для вписання до книги… Того заради прошу наказати… щоб свекрухи моєї духовної, як неправильно Валькевичем складеної і бути йому, Валькевичу, посесором маєтків Заруцького, бо є премії тих добрих законні спадкоємці, чоловіка мого діти, такої духовної не приймають…».
Справа ця була вирішена генеральним судом у 1736 році на користь Валькевича, але коли в 1740 році приїхав до Глухова «правителем» масон Кейт, відомий своєю правдивістю, то справа ця, за скаргою Заруцької, була вирішена в генеральній канцелярії на користь Заруцьких. Валькевич скаржився до сенату, де ця справа знову розглядалася вже за Розумовського, і знову було вирішено на користь Заруцьких.

### Економічне зростання за Дергунів
Проте, після цього повернуті судом сільце Білокопитове та село Клевень довго в роді Заруцьких не втрималися. Вдова Андрія Заруцького справді відрізнялася своїм марнотратством і більшу частину чоловікових маєтків розтратила, в тому числі й сільце Білокопитове з селом Клевенню, які, за переказами, були проміняні нею відомому місцевому ділку Сергію Дергуну на «берліну» — модний екіпаж того часу. Цей «обмін» відбувся між 1765 та 1770 роками. Колезький радник Сергій Сидорович Дергун був одружений з Парасковією Федорівною Ширай і обіймав посади члена генерального суду, земського судді та глухівського міського голови. Отримавши у своє розпорядження сільце Білокопитове і будинком Заруцьких, що знаходилися там, Дергун викупив у Івана Афанасійовича Заруцького село Наумівку і всі ці землі знову стали одним спільним володінням. Після цього придбання Сергій Сидорович Дергун виділив зі своїх володінь у сільці Білокопитові дві земельні ділянки: 18 десятин під будівництво храму та 15 десятин для сільськогосподарських посадок на церковні потреби.
На свої кошти до початку 1780-х років Сергій Дергун побудував там кам'яну Покровську церкву, яка протягом майже цілого століття служила усипальницею для декількох поколінь сім'ї Дергунів. Про це свідчать ряд знахідок похоронного призначення, що належать до того часу, що були зроблені під час ремонтних робіт під колишньою дзвіницею Покровського храму. На початку 1780-х років у храмі служили один священик та два церковні причетники. Цілком імовірно, тіло самого Сергія Сидоровича Дергуна, який помер вже після спорудження та освячення церкви, 23 грудня 1788 року, було теж поховано саме там. Імовірно, основи садибного комплексу Заруцьке в селі Клевень були закладені саме за Сергія Сидоровича Дергуна — було збудовано кам'яний будинок «про шість покоїв» та розбито парк.
За Сергія Сидоровича Дергуна почалося економічне освоєння цих місць. У селі Клевень з'явився гуральня, в якій було 6 котлів. У селі Наумівка почав працювати ще один винокурний завод із двома котлами. На цих заводах із зерна і лісу, що належали Дергуну, виціджували гаряче вино, яка збувалося поміщиком у тих же селах або в Глухові. Ним же була влаштована ще одна гребля в селі Наумівка і на ній теж млинник на одному борошняному колі. Освоєння крейдових гір, що розташовувалися в північній частині цих маєтків у Сінокосному Яру, так само почалося за часів Сергія Сидоровича Дергуна. Наприкінці 1770-х років у його володінні було в селі Білокопитове 22 хати та 25 обивателів, у селі Наумівка 12 хат та 12 обивателів. У цих дачах була достатня кількість орних та сіножатей земель, будівельного та дров'яного лісу. Жителі займалися хліборобством та ловом риби. Хліб, рибу та картоплю, а іноді надлишки худоби продавали до Глухова, а основні заробітки отримували від винокурень їх власника.
У селі Клевень існував на той час цегельний завод, глина для якого розкопувалась тут же в маєтку в Яру, відомому під назвою «гора». За духовним заповітом, складеним Сергієм Сидоровичем Дергуном 28 листопада 1786 року, після його смерті дачі села Клевень дісталися синам Дергуна, Івану та Андрію, останньому відійшли у володіння та дачі села Білокопитове. Дача села Наумівка за цим заповітом була віддана у володіння онукам Дергуна (синам померлого сина Наума), Миколі та Павлу Дергунам [8, арк. 7]. Вони ж отримали у володіння і крейдяні гори, що формально перебували в дачах села Наумовки. Проте Івану та Андрію Дергунам за цим заповітом було залишено право загального користування (тобто брати крейду), яке закріплювалося і за їхніми спадкоємцями, а Микола та Павло, як і всі їхні нащадки не повинні були перешкоджати цьому. За швидкою смертю Павла село Наумівка перейшло у повне володіння його брата Миколи.
На початку 1800-х років усі власники цих місць служили при Глухівському Земському Суді: ротмістр Іван Андрійович Дергун був при цьому суді Комісаром та ісправником, майор Андрій Сергійович Дергун так само був Комісаром, а їх племінник колезький реєстратор Микола Наумович Дергун — підсудком. У цей час у селі Білокопитове — 82 душі, а в селі Наумовці 25 осіб. Ймовірно, за часів саме цих власників у селі Клевень, де розташовувався будинок Сергія Сидоровича Дергуна і який був розділений між двома братами, було збудовано другий кам'яний панський будинок. Дерев'яний панський будинок у Наумівці теж міг з'явитися саме в цей час.
До середини 1860-х років село Білокопитове та село Наумівка (разом із Заруцьким) знаходилися у володінні нащадків Сергія Сидоровича Дергуна. Після смерті Миколи Наумовича Дергуна, який володів Наумівкою, ці землі у спадок перейшли до його сина поручника Миколи Миколайовича Дергуна, який у 1840-х роках був Глухівським повітовим ватажком дворянства. Після смерті Миколи Миколайовича Дергуна його дочка відмовилася від прийняття спадщини і у вересні 1858 року село Наумівка з селянами та різними навколо угіддями дісталося його сестрі, підпоручниці Варварі Миколаївні Шечковій. У маєтку на той момент було 43 осіб чоловічої статі та 46 осіб жіночої статі, панський дерев'яний будинок з різними при ньому службами, селянськими будинками, винокурним заводом, крейдовими горами з вапняним заводом, водяним млином на річці Занькові криниці, шатковим будинком та землями під панським будинком та селянськими садибами, огуменниками (місця, де молотять та зберігають стислий хліб) та конопляниками, а також фруктовим садом, орною землею, дров'яним лісом та сіножатявим болотом. Загальна площа цього володіння сягала 370 десятин.
У 1859 році власницькому селі налічувалось 16 дворів, мешкало 98 осіб (41 чоловічої статі та 57 — жіночої), була православна церква. Станом на 1885 рік у колишньому власницькому селі Есманської волості Глухівського повіту Чернігівської губернії, мешкало 225 осіб, налічувалось 27 дворових господарств, існувала православна церква.
Усе село Білокопитове разом із частиною села Клевень (Заруцьке) від Андрія Сергійовича Дергуна перейшли у спадок до його сина Андрія Андрійовича. Флотський капітан-лейтенант Андрій Андрійович Дергун розпочинав цивільну службу з посади підсусідка у Глухівському повітовому суді, потім кілька років був засідателем у цьому суді та закінчив службу, будучи суддею. Андрій Андрійович був одружений із Варварою Степанівною. У них народилося два сини, які померли в юному віці, та три доньки — спадкоємиці володінь батька. А ці володіння до початку 1860-х років складалися з наступного: 71 душа чоловічої та 71 душа жіночої статі, у селі Білокопитове 21 селянський двір, у селі Клевень (Заруцьке) 6 селянських дворів та панський кам'яний одноповерховий будинок з різними службами, двором, садом, гумном і городами та 1 шинком у селі Білокопитове, правом володіння річкою Клевенню та правом брати вапно у крейдовій горі та випалювати вапно в одній печі, влаштованій при горі. Загальна площа володінь Андрія Андрійовича Дергуна у селі Клевень (Заруцьке) та в селі Білокопитове складала близько 700 десятин.
Після підписання Маніфесту 19 лютого 1861 року селяни вийшли з кріпацтва і всіма трьома поміщиками цих місць були наділені землею згідно встановлених норм.

### Зміна власників
19 січня 1865 року Андрій Андрійович Дергун підписав довіреність, за якою саме Костянтин Григорович Радченко мав скласти новий заповіт та знову розподілити власність між доньками Андрія Дергуна: Марією Туманською та Варварою Радченко. Використовуючи цю довіреність, свої юридичні знання та махінаторські здібності, 28 січня 1865 року Костянтин Радченко оголосив, що Марії Туманській залишається все майно, які вона раніше отримала, а Варвара Радченко після смерті батька успадковує все, що раніше належали їй навпіл з сестрою Тетяною, у місті Глухові, в селі Сваркове, селі Білокопитове та селі Клевень (Заруцьке). У селі Білокопитове та селі Клевень (Заруцьке) це були різного роду землі, сади, городи та огуменник, частка в крейдяній горі, шатковому будинку в селі Білокопитове, берегам по обидва боки річки Клевені, половинній частці греблі та млині на ній, так само в кам'яному одноповерховому будинку в селі Клевень (Заруцьке), з усіма меблями, різними речами і всіма службами. Натомість Варвара Радченко мала дозволити батькові доживати свої дні в його будинку в селі Клевень (Заруцьке), на початку кожного року видавати на утримання батька по 1000 рублів сріблом, для його обслуговування на його вибір надати йому 2-х осіб, для виїзду його з дому надавати йому пристойних коней і екіпаж, дім його і всі речі в ньому повинні були бути упорядковані і справні і все це повинно залишатися в його, Андрія Дергуна, розпорядженні до смерті. Так само Варвара повинна була доглядати його при наступаючих хворобах і літах, а після смерті повинна була внести 50 рублів сріблом до парафіяльної Білокопитівської церкви і помістити його тіло землі в усипальниці, в тій церкві. Після чого роздати 50 рублів сріблом на її розсуд бідним і для поминання його душі.
Після смерті батька Варвара Андріївна Радченко стала повновладною власницею більшої частини дачі села Білокопитове та половини дачі села Клевень (Заруцьке). Також Костянтин Григорович Радченко, який постійно жив у Москві і отримував величезну платню за своєю посадою, викупив у Варвари Миколаївни Шечкової дачі села Наумівка, що належали їй, разом з її часткою в крейдяній горі. Таким чином, родина Радченків стала основними землевласниками цих місць.
6 травня 1866 року в Курській Палаті Цивільного Суду було складено купчий лист, за яким Марія Михайлівна Бетхер продала за 4000 рублів сріблом, а Титулярний Радник Петро Вільгельмович Бек придбав у вічне та спадкове володіння маєток у хуторі Заруцькому. Крім маєтку у власності було 247 десятин лісової та сіножатної землі, залишки панського будинку з іншими садибними спорудами, огуменник, три шинки, млин на два постави, сукновальня, що приносила річного доходу 25 рублів сріблом, частка в крейдяній горі та половина власності в греблі, річці, що була при маєтку, криниці, а також городах і саду площею 5 десятин.

Станом на 1885 рік у колишньому державному та власницькому селі Глухівської волості Глухівського повіту Чернігівської губернії, мешкало 2678 осіб, налічувалось 422 дворових господарств, існувала православна церква, 6 постоялих будинків, крупорушка.
1879 році заруцький поміщик Микола Григорович Радченко у селі Білокопитове відкрив школу 2-го розряду. Завдяки займаній посаді та своєму впливу Радченко домігся, щоб ця школа повністю субсидувалася із бюджету Земської Управи.
За переписом 1897 року кількість мешканців зросла до 2907 осіб (1407 чоловічої статі та 1500 — жіночої), з яких 2897 — православної віри.
На території Покровської церкви 1902 року похований управляючий підприємствами Терещенків Петро Бек. Брат його бізнес-партнера Костянтин Григорович Радченко, який у 1907 році пішов у відставку з посади Московського Поштдиректора і досить багато часу з сім'єю проводив у своєму маєтку у Наумівці піклувався про перебудову Покровської церкви села Білокопитове. На початку XX століття дачами села Наумівка, дачами села Білокопитове та шматочком дач села Клевень (Заруцьке) володіла родина Радченків. Частиною дач села Клевень (Заруцьке), що залишилася, володіла сім'я Беків..
З 1917 — у складі УНР, з квітня 1918 — у складі Української Держави Гетьмана Павла Скоропадського. З 1921 тут панує стабільний окупаційний режим комуністів, якому чинили опір місцеві мешканці.
Село постраждало внаслідок геноциду українського народу, проведеного урядом СССР в 1932—1933 роках.

## Сучасність
12 червня 2020 року, відповідно до розпорядження Кабінету Міністрів України № 723-р «Про визначення адміністративних центрів та затвердження територій територіальних громад Сумської області», село увійшло до складу Глухівської міської громади.
19 липня 2020 року, в результаті адміністративно-територіальної реформи та ліквідації Глухівського району, село увійшло до складу новоутвореного Шосткинського району.
Зі сторони Росії військові 3 травня 2022 року відкрили вогонь з мінометів по околицях села Білокопитове Глухівської міської громади.

#### Російське вторгнення в Україну (з 2022)
19 серпня 2024 року із FPV-дронів двічі обстріляли Білокопитове (4 вибухи). В результаті обстрілу було пошкоджено приватний будинок та господарську споруду. Крім того, двічі обстріляли Заруцьке (3 вибухи).
21 серпня 2024 року три обстріли та три вибухи сталося в с. Заруцьке, унаслідок чого було пошкоджено приватний будинок. Ще два обстріли, ймовірно ФПВ-дронами (2 вибухи) ворог здійснив по с. Будівельне та 1 вибух - по с. Білокопитове. Також по Білокопитову ворог здійнив гранатометний обстріл (АГС) (10 вибухів).

## Пам'ятки
В селі знаходиться Покровська церква споруджена у першій половина XVIII століття.
Також у Білокопитовому знаходиться меморіал солдатам.

## Видатні особистості
Авраменко Юрій Олександрович (23 січня 1993 — 7 серпня 2022) — український військовик, учасник російсько-української війни.